# Enrique Cassaretto
Enrique Cassaretto Sono (Chiclayo, 29 de abril de 1945-Lima, 22 de junio de 2020) fue un futbolista peruano. Se desempeñaba en la posición de delantero.

## Trayectoria
Enrique Cassaretto nació en la ciudad de Chiclayo el 29 de abril de 1945. Era un centro-delantero hábil, potente y definidor, muy buen cabeceador, 
Se dio a conocer en el Atlético Grau de Piura a principios de los 60s. Llegó a Universitario de Deportes en 1965 y junto a sus compañeros (Alejandro Guzmán, Víctor Calatayud, Percy Rojas y Ángel Uribe) formaron el poderoso ataque crema de fines de los sesenta e inicios de los setenta. Jugó en el cuadro crema hasta 1971, siendo campeón en los años 1966, 1967 y 1969. Luego jugó por Defensor Lima, Atlético Chalaco y Sporting Cristal. En el extranjero jugó en el Miami Toros de la liga americana. Fue seleccionado nacional desde mediados de la década del 60, llegando a estar en el equipo que jugó el preolímpico de 1964 en Lima enfrentando al cuadro argentino en aquel partido que causó la tragedia del Estadio Nacional en la que murieron 330 personas. Fue preseleccionado en 1968 y 1969 en el proceso previo a las eliminatorias al Mundial México 70 pero no llegó a estar en aquel grupo ni en el que asistió a la justa azteca. En 1975 se sacó el clavo en la selección siendo campeón de la Copa América 1975, siendo el héroe del partido que la blanquirroja le ganó a Brasil por 3-1 en Belo Horizonte en el que anotó dos goles recordándose hasta estos días su famoso "saltito" en la celebración del segundo tanto, que como él mismo ha dicho en más de una oportunidad, fue una auténtica mariconada.

## Selección nacional
Fue internacional con la selección del Perú en 10 ocasiones y marcó 8 goles. Debutó el 29 de agosto de 1968, en un encuentro amistoso ante la selección de Argentina que finalizó con marcador de 2-2. Su último encuentro con la selección lo disputó el 16 de octubre de 1975 en la derrota por 1-0 ante Colombia.

### Participaciones en Copa América
| Copa              | Sede          | Resultado | PJ | Goles | Media goleadora |
| ----------------- | ------------- | --------- | -- | ----- | --------------- |
| Copa América 1975 | Sin sede fija | Campeón   | 2  | 2     | 1.00            |

## Clubes
| Club                      | País           | Año         |
| ------------------------- | -------------- | ----------- |
| Boca Juniors de Chiclayo  | Perú           | 1959 - 1961 |
| Atlético Grau             | Perú           | 1962 - 1964 |
| Boca Juniors de Chiclayo  | Perú           | 1964        |
| Universitario de Deportes | Perú           | 1965 - 1970 |
| Defensor Lima             | Perú           | 1971 - 1972 |
| Atlético Chalaco          | Perú           | 1973 - 1974 |
| Sporting Cristal          | Perú           | 1975        |
| Miami Toros               | Estados Unidos | 1975 - 1976 |

## Estadísticas
Datos actualizados a fin de carrera deportiva.
| Club             | Temp. | Total oficial | Total oficial |
| Club             | Temp. | PJ            | Goles         |
| ---------------- | ----- | ------------- | ------------- |
| Universitario    | 1965  | 19            | 5             |
| Universitario    | 1966  | 31            | 10            |
| Universitario    | 1967  | 36            | 15            |
| Universitario    | 1968  | 25            | 8             |
| Universitario    | 1969  | 30            | 9             |
| Universitario    | 1970  | 26            | 8             |
| Defensor Lima    | 1971  | 27            | 6             |
| Defensor Lima    | 1972  | 29            | 13            |
| Atlético Chalaco | 1973  | 33            | 13            |
| Atlético Chalaco | 1974  | 34            | 12            |
| Sporting Cristal | 1975  | 8             | 1             |
| Total            | Total | 298           | 100           |

## Palmarés

### Campeonatos nacionales
| Título                    | Club                      | País | Año  |
| ------------------------- | ------------------------- | ---- | ---- |
| Primera División del Perú | Universitario de Deportes | Perú | 1966 |
| Primera División del Perú | Universitario de Deportes | Perú | 1967 |
| Primera División del Perú | Universitario de Deportes | Perú | 1969 |

### Copas internacionales
| Título       | Equipo             | Sede    | Año  |
| ------------ | ------------------ | ------- | ---- |
| Copa América | Selección del Perú | Caracas | 1975 |

## Fallecimiento
Falleció a los setenta y cuatro años el 22 de junio de 2020 a causa de una fibrosis pulmonar.